# Monterey Park, California
Monterey Park este un oraș din California, SUA. Se află la o altitudine de 117 m deasupra nivelului mării. Are o suprafață de 20,019336 km² și 20,02857 km². Populația este de 61.096 locuitori, determinată în 1 aprilie 2020, prin recensământ.